# Suva
Suva er hovedstad og største by i Fiji. Byen ligger på den sydøstlige kyst af øen Viti Levu, i enheden Central Fiji, hvor den er administrativt center. Suva blev hovedstad i Fiji i 1877 da geografien omkring den tidligere hovedbosættelse Levuka påøen Ovalau viste sig at give for snævre grænser.
Byen har 88.271(2009)indbyggere. Ved 1996 folketællingen havde byen 77.366 indbyggere. Inklusiv uafhængige forstæder havde stor-Suva 167.975 indbyggere ifølge samme folketælling.